# 케플러-10c

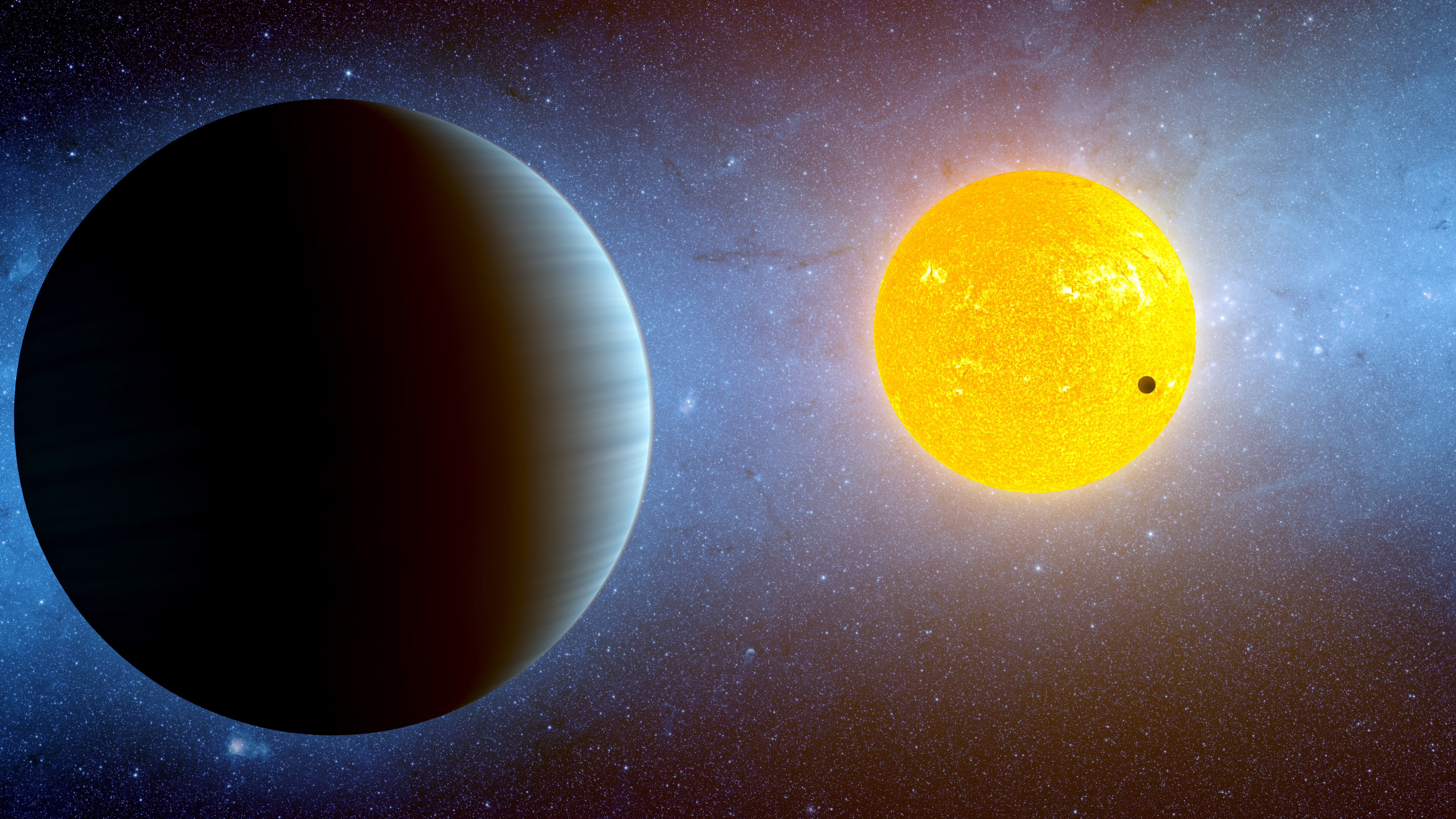

케플러-10c(Kepler-10c)는 케플러-10 항성계를 도는 외계 행성이다. 메가지구로 추정되며, 질량은 해왕성과 유사한 17배이지만, 지름은 3배이다. 메가지구란 슈퍼지구처럼 암석으로 이루어져 있지만 질량이 지구의 10배보다 큰 행성을 말한다. 그러나 밀도는 지구보다도 몇 배는 더 높을 것으로 추정되고 있다. 천왕성보다는 조금 더 무겁다. 밀도는 수십g/cm3으로 추정하고 있다. 이보다 더 모항성에 가까이 붙어 있는 행성은 케플러-10b이다. 케플러-10b는 가장 작은 외계행성이지만, 지름은 지구의 1.4배이다. 케플러-10c의 지름은 약 3만km이고 암석으로 이루어져 있으며 구름도 있는 걸 보아 대기가 있다는 걸 알 수 있다.

## 같이 보기
- 외계 행성
  - 케플러-10b
  - 케플러-20b
  - 게자리 55 e
- 케플러-10
- 케플러 우주망원경